# Vladimír Kukoľ
Vladimír Kukoľ (ur. 8 maja 1986 w Lewoczy) – słowacki piłkarz występujący na pozycji pomocnika. Od 2017 jest zawodnikiem FK Poprad.

## Kariera klubowa

### Jagiellonia Białystok
Kukoľ trafił do Jagiellonii Białystok w czerwcu 2011 roku na zasadzie wolnego transferu, podpisując roczną umowę z opcją przedłużenia na kolejne dwa lata. Zadebiutował w zespole 11 września tego roku w meczu z Polonią Warszawa (3:2). W sumie, w „Żółto-Czerwonych” barwach wystąpił w ośmiu spotkaniach T-Mobile Ekstraklasy (łącznie 269. minut).

### Zawisza Bydgoszcz
W styczniu 2012 roku Kukoľ przeszedł do Zawiszy Bydgoszcz, związując się z klubem 1,5-letnim kontraktem. Zagrał w 12 meczach I ligi, a po sezonie 2011/2012 powrócił na Słowację, zostając piłkarzem Spartaka Myjava.